# Dél-Korea az 1960. évi téli olimpiai játékokon
Dél-Korea az egyesült államokbeli Squaw Valleyben megrendezett 1960. évi téli olimpiai játékok egyik részt vevő nemzete volt. Az országot az olimpián 3 sportágban 7 sportoló képviselte, akik érmet nem szereztek.

## Alpesisí
Férfi
| Versenyző    | Versenyszám      | 1. futam | 1. futam | 2. futam | 2. futam | Összesítés | Összesítés |
| Versenyző    | Versenyszám      | Idő      | Hely.    | Idő      | Hely.    | Idő        | Helyezés   |
| ------------ | ---------------- | -------- | -------- | -------- | -------- | ---------- | ---------- |
| Im Kjongszun | Lesiklás         |          |          |          |          | 3:34,4     | 61.        |
| Im Kjongszun | Műlesiklás       | 2:20,9   | 53.      | 2:35,2   | 40.      | 4:56,1     | 40.        |
| Im Kjongszun | Óriás-műlesiklás |          |          |          |          | kizárták   | kizárták   |

## Gyorskorcsolya
Férfi
| Versenyző   | Versenyszám | Eredmény | Helyezés |
| ----------- | ----------- | -------- | -------- |
| Csang Jong  | 500 m       | 50,0     | 44.      |
| Csang Jong  | 1500 m      | 2:25,3   | 41.      |
| Cshö Jongbe | 1500 m      | 2:26,7   | 42.      |
| Cshö Jongbe | 5000 m      | 8:57,8   | 34.      |
| Cshö Jongbe | 10 000 m    | 18:15,5  | 28.      |
| Csang Invon | 1500 m      | 2:30,7   | 44.      |
| Csang Invon | 5000 m      | 9:01,6   | 35.      |
| Csang Invon | 10 000 m    | 17:45,7  | 26.      |

Női
| Versenyző   | Versenyszám | Eredmény      | Helyezés      |
| ----------- | ----------- | ------------- | ------------- |
| Kim Kjonghö | 500 m       | 53,2          | 21.           |
| Kim Kjonghö | 1000 m      | nem ért célba | nem ért célba |
| Kim Kjonghö | 1500 m      | 2:48,6        | 21.           |
| Kim Kjonghö | 3000 m      | 6:08,2        | 20.           |
| Han Hjedzsa | 500 m       | 53,8          | 22.           |
| Han Hjedzsa | 1000 m      | 1:48,8        | 20.           |
| Han Hjedzsa | 1500 m      | 2:55,6        | 23.           |

## Sífutás
Férfi
| Versenyző | Versenyszám | Eredmény  | Helyezés |
| --------- | ----------- | --------- | -------- |
| Kim Hajun | 15 km       | 1:15:26,5 | 54.      |
| Kim Hajun | 30 km       | 2:48:37,2 | 45.      |